# Neanthes papillosa
Neanthes papillosa är en ringmaskart som först beskrevs av Francis Day 1963.  Neanthes papillosa ingår i släktet Neanthes och familjen Nereididae. Inga underarter finns listade i Catalogue of Life.